# Sverige!
För andra betydelser, se Sverige (olika betydelser).
Sverige! är ett kulturmagasin som sänds i Sveriges Television. Programmet hade premiär 2005.

## Historik
Bakgrunden till programmet Sverige! var ett nyårslöfte från SVT:s vd Christina Jutterström inför år 2004 om att införa särskilda kulturreportrar på samtliga av företagets elva sändningsorter. Dessa skulle "varje vecka spegla och granska hela landets kulturutbud". De tidigare kulturprogrammen Bildjournalen, Röda rummet och Musikspegeln lades ner efter vårsäsongen 2004, men det nya programmet försenades och hann inte starta till höstsäsongen. Projektledaren hoppade av i augusti 2004 och projektet präglades av intern kritik. Inledningsvis skulle programmet produceras av SVT Sundsvall, men efter förändringar i SVT:s organisation flyttades programmet till SVT Malmö innan starten. I december 2004 presenterades namnet Sverige! och den första programledaren, Emma Olsson.
Programmet hade premiär den 31 januari 2005.
Från våren 2007 var Ann-Marie Rauer programledare och hon skulle leda programmet i ett decennium därefter.

### Programledare
- 2005 – Emma Olsson
- 2005 – Anna Charlotta Gunnarson
- 2006 – Katti Hoflin
- 2007–2017 – Ann-Marie Rauer
- 2017 – Mark Levengood
- 2017–2023 – Fredrik Önnevall
- 2023–  Farah Abadi